# Locura de amor (película de 1948)
Locura de amor es una película española de 1948 dirigida por Juan de Orduña.

## Argumento
Drama romántico que narra los celos de Doña Juana, hija de los Reyes Católicos, y esposa del príncipe Felipe el Hermoso, que murió tempranamente dejando desolada a Juana.

## Reparto
- Aurora Bautista como Doña Juana
- Fernando Rey como Felipe el Hermoso
- Sara Montiel como Aldara
- Jorge Mistral como Capitán Don Alvar
- Jesús Tordesillas como Don Filiberto de Vere
- Manuel Luna como Don Juan Manuel
- Juan Espantaleón como Almirante

## Comentarios
- La película está basado en La locura de amor escrito en 1885 por Manuel Tamayo y Baus.
- En 2001 Vicente Aranda retomó el argumento para su película Juana la Loca.
- El reparto de actores y actrices es inmenso; se cree que trabajaron casi todos los actores dramáticos dedicados al cine por esos años haciendo hasta de figurantes.

## Galardones
Premios del Sindicato Nacional del Espectáculo
| Categoría      | Nominados       | Resultado |
| -------------- | --------------- | --------- |
| Mejor película | Mejor película  | Ganadora  |
| Mejor actriz   | Aurora Bautista | Ganadora  |

4.ª edición de las Medallas del Círculo de Escritores Cinematográficos
| Categoría      | Nominados       | Resultado |
| -------------- | --------------- | --------- |
| Mejor película | Mejor película  | Ganadora  |
| Mejor actriz   | Aurora Bautista | Ganadora  |

- Seis premios en el Primer Certamen Cinematográfico Hispanoamericano, celebrado entre el 27 de junio y el 4 de julio en Madrid: mejor película española, director, actriz (Aurora Bautista), actor secundario (Jesús Tordesillas), decorados (Burmann) y música (Quintero).